# فيرجينيجوس سينكفيسيوس
فيرجينيجوس سينكفيسيوس (بالليتوانية: Virginijus Sinkevičius)(من مواليد 4 نوفمبر 1990) هو سياسي ليتواني عمل مفوض أوروبي للبيئة والمحيطات ومصايد الأسماك في المفوضية الأوروبية بقيادة أورسولا فون دير لاين منذ عام 2019، وكان عضوًا في سيما الجمهورية ووزير الاقتصاد والابتكار في جمهورية ليتوانيا.

## النشأة والتعليم
تخرج سينكفيسيوس في عام 2009 من صالة سالوميجا نوريس للألعاب الرياضية في فيلنيوس، ليتوانيا، ثم تابع دراسته الجامعية في جامعة أبيريستويث حيث حصل منها على درجة البكالوريوس في الدراسات الاقتصادية والاجتماعية في عام 2012، وفي نفس العام كان سينكفيسيوس متدربًا في وحدة الشؤون الإقليمية والعرقية في مكتب رئيس وزراء جمهورية ليتوانيا. في عام 2013 حصل على ماجستير الآداب في الدراسات الأوروبية من جامعة ماسترخت.
يتحدث سينكفيسيوس اللغة الليتوانية لغة الأم، وكذلك الإنجليزية والروسية والبولندية.

## العمل
عمل سينكفيسيوس من 2012-2015 مؤلفًا ومحررًا لبوابة الأخبار ليتوانيا تريبيون. في 2013-2014 شغل منصب مساعد مدير المشروع في مركز تحليل السياسة الأوروبية (CEPA) في واشنطن العاصمة، وعمل أيضا مدير مشروع جماعي دولي في البريد الليتواني؛ شارك في برنامج أنشئ ليتوانيا في 2014-2015، ثم في 2015-2016 عمل منسق في مشروع الامتياز للمطارات الليتوانية (LTOU).
في عام 2016 أيضا عمل قائد لفريق مجموعة تحسين بيئة الاستثمار في المؤسسة العامة للاستثمار في ليتوانيا.
في عام 2017 أكمل سينكفيسيوس دورة السياسة الرقمية في جامعة أكسفورد.

## الحياة السياسية

### العمل في السياسة الوطنية
في الانتخابات البرلمانية لعام 2016 أُنتخب سينكفيسيوس في مجلس النواب لجمهورية ليتوانيا مرشح مستقل عن دائرة إسكين في فيلنيوس؛ ثم عُين رئيسا للجنة الشؤون الاقتصادية.
عين وزيراً للاقتصاد في حكومة رئيس الوزراء سوليوس سكفيرنيليس في 27 نوفمبر 2017 ، وبعد إعادة تنظيم وزارة الاقتصاد أصبح وزيراً للاقتصاد والابتكار.

### المفوض الأوروبي
في 22 أغسطس 2019 وافق البرلمان الليتواني على ترشيح سينكفيسيوس لمنصب المفوض الأوروبي؛ ووافق على الترشيح رئيس الوزراء سكفيرنيليس وراموناس كارباوسكيس زعيم اتحاد المزارعين والخضر الليتوانيين (LVŽS).
عند توليه منصبه أصبح سينكفيسيوس أصغر مفوض أوروبي على الإطلاق في سن 28.
في عام 2022 اقترح أهدافًا ملزمة قانونًا لخفض استخدام مبيدات الآفات الكيميائية إلى النصف واستعادة طبيعة الاتحاد الأوروبي لتصل إلى 20٪ على الأقل من أراضي الاتحاد الأوروبي بحلول عام 2030، في محاولة لتحسين حماية الصحة واستعادة الحياة البرية المتدهورة.

## الجوائز
- في عام 2018 مُنح سينكفيسيوس جائزة أفضل حل للبيئة من قبل جمعية منتدى المستثمرين، وقيادة بلوكشين في جوائز التكنولوجيا.
- في عام 2019 حصل على جائزة قائد الشراكة 2018 لإصلاح الابتكار وتطوير النظام البيئي للشركات الناشئة من منظمة اتحاد الأعمال الليتواني.
- في عام 2018 تم إدراج سينكفيسيوس في قائمة 100 شاب مؤثر في العالم في الحكومة من خلال موقع الويب ايبلوتكال "Apolitical".[4]